# فرايداي زيكو
فرايداي زيكو (بالإنجليزية: Friday Zico)‏ هو لاعب كرة قدم جنوب سوداني في مركز الدفاع، ولد في 1 نوفمبر 1994 في Magwi ‏ في جنوب السودان. شارك مع منتخب جنوب السودان لكرة القدم. أما مع النوادي، فقد لعب مع نادي برث.

## وصلات خارجية
- فرايداي زيكو على موقع قاعدة بيانات كرة القدم.إي يو (الإنجليزية)
- فرايداي زيكو على موقع ناشيونال فوتبول تيمز (الإنجليزية)
- فرايداي زيكو على موقع Soccerway.com (الإنجليزية)